# Christopher Pinchbeck
Christopher Pinchbeck, né en 1670 à Clerkenwell et mort le 18 novembre 1732 à Londres, est un horloger et créateur d’automates musicaux anglais basé à Londres. Il est né en Clerkenwell.
Il a inventé le pinchbeck, un alliage très semblable à l'or, utilisé comme son substitut dans une variété d'artefacts comme les horloges, les bijoux et les boucles.